# Honneurs de la Cour

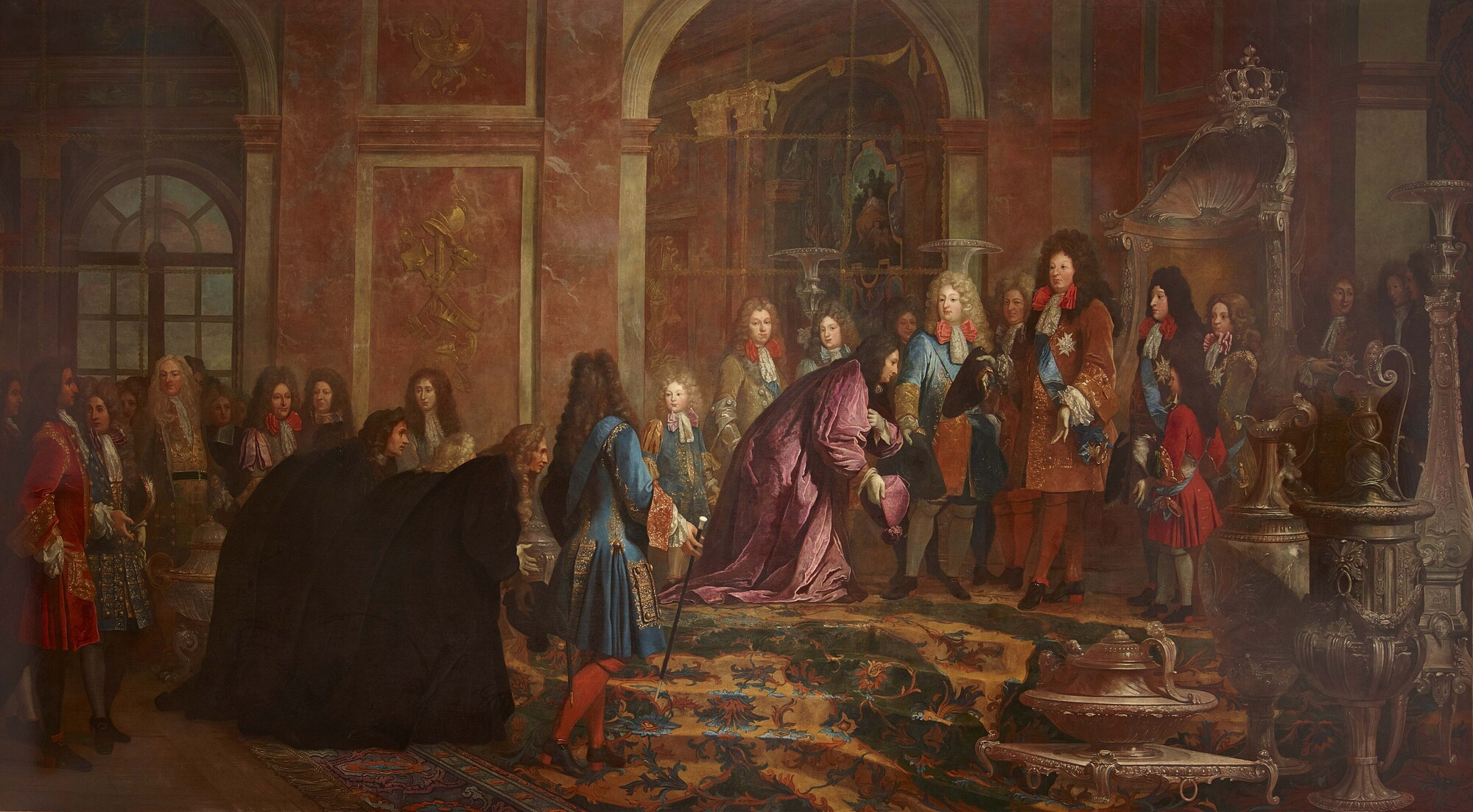
Venedigs sändebud gör Honneurs de la Cour 1685.

Honneurs de la Cour var den ceremoni enligt vilken en person blev formellt presenterad vid det kungliga franska hovet före franska revolutionen.Jean- Den franska hovcouren, som formaliserades 1715 och gällde fram till 1790, var förebild för motsvarande ritualer vid andra europeiska hov, bland dem hovpresentationen i Sverige.  
Honneurs de la Cour gav en person rätten att köra in med sitt ekipage på slottets borggård, färdas i de kungliga karosserna som förde hovets medlemmar mellan slotten och jaktpartierna, och delta vid kungens jakter och de baler, konserter och andra tillställningar och fester som arrangerades vid hovet.  Det gav stor prestige och status i det dåtida hierarkiska samhället och ansågs ge chansen till en karriär och goda kontakter.  
Före 1715 hade hovpresentationen varit mer informell, och det förekom klagomål på att lycksökare lyckats vinna tillträdde till hovet. Från 1732 och framåt tillämpades strikta regler för vem som kunde ansöka om en presentation, regler som tillämpades från detta år även om de inte formellt fästes på papper förrän 1760.  Endast en person som inför hovets genealogiska expert kunde visa papper på adlig härstamning (för en kvinna hennes makes) sedan år 1400 hade rätt att bli presenterad.  Kungen kunde dock på eget initiativ ge undantag från denna regel och både tillåta en person att presenteras trots att den inte uppfyllda de genealogiska kraven, liksom förvägra en person som gjorde det tillträde.  Sedan ett tillstånd hade getts, blev den ansökande presenterad för kungen av en fadder, det vill säga en redan presenterad person av samma kön, varefter några ord utväxlades.  Därefter ansågs personen presenterad och kunde röra sig fritt vid hovet.  
För en man var denna ritual något mindre formell än för kvinnor.  En man kunde föras fram till kungen ur mängden och presenteras av sin fadder på kungens levée eller jakt; om han stannade på mottagningen samma kväll, blev han även presenterad för drottningen.  En kvinna fördes under högtidliga former och inför hela hovets blickar till kungens formella paradsängkammare av sin fadder, där hon neg tre gånger för honom och utbytte några fraser efter presentationen. Hon presenterades därefter för drottningen på samma sätt, med den skillnaden att hon efter den tredje nigningen drog av sin ena handske och kysste drottningens klänningsfåll. I förekommande fall presenterades hon sedan också för prinsarna och prinsessorna. En av de mest berömda av dessa presentationer var Madame de Pompadours 1745. 
Honneurs de la Cour avskaffades under franska revolutionen 1790.